# Derby madrilène
Le Derbi madrileño ou Derby madrilène oppose le Real Madrid et l'Atlético Madrid, deux clubs basés à Madrid, capitale de l'Espagne.

## Présentation
La rencontre oppose les Merengue du Real, possédant l'un des meilleurs palmarès européens et associés à la classe aisée de Madrid, aux Colchoneros de l'Atlético, équipe réputée pour être celles des ouvriers et des prolétaires. On trouve cependant des supporters du Real dans toutes les classes de la société espagnole.
Ce derby est le premier de l'histoire à être joué en finale de Ligue des Champions, pour l'exercice 2013-14, puis celui de 2015-16 , tous deux voyants la victoire du Real. Il est aussi le premier derby de l'histoire de la Supercoupe de l'UEFA, remportée en 2018 par l'Atlético.
Selon un sondage du CIS (Centro de Investigaciones Sociológicas) réalisée en juin 2014, le Real Madrid est l’équipe préférée de 62 % des habitants amateurs de football de la Communauté de Madrid alors que l'Atlético de Madrid est l’équipe préférée de 22 % d'entre eux. Si les « madridistas » sont majoritaires dans les provinces attenantes à la région de Madrid, la popularité des colchoneros ne décroit pas. 29 % des habitants de la province de Toléde supportent l'Atlético de Madrid et 67 % le Real Madrid.
Le meilleur buteur de l'histoire du derby de Madrid est Cristiano Ronaldo avec 22 buts marqués pour le Real Madrid.
En janvier 2020, le Real Madrid remporte la Supercoupe d'Espagne contre l'Atlético (0-0 4-1 t.a.b.)

## Statistiques

### Meilleurs buteurs
| Joueur               | Club(s)     | Championnat d'Espagne | Coupe d'Espagne | Supercoupe d'Espagne | Coupes d'Europe | Total |
| -------------------- | ----------- | --------------------- | --------------- | -------------------- | --------------- | ----- |
| Cristiano Ronaldo    | Real Madrid | 12                    | 6               | 0                    | 4               | 22    |
| / Alfredo Di Stefano | Real Madrid | 13                    | 1               | 0                    | 1               | 15    |
| Carlos Santillana    | Real Madrid | 13                    | 0               | 0                    | 0               | 13    |
| / Ferenc Puskas      | Real Madrid | 9                     | 2               | 0                    | 2               | 13    |
| Raul                 | Real Madrid | 11                    | 0               | 0                    | 0               | 11    |

### Joueurs les plus capés
| Joueur               | Club(s)         | Matchs |
| -------------------- | --------------- | ------ |
| Sergio Ramos         | Real Madrid     | 43     |
| Koke                 | Atlético Madrid | 42     |
| Luka Modric          | Real Madrid     | 42     |
| Karim Benzema        | Real Madrid     | 39     |
| Iker Casillas        | Real Madrid     | 34     |
| Cristiano Ronaldo    | Real Madrid     | 31     |
| Diego Godin          | Atlético Madrid | 30     |
| Gabi                 | Atlético Madrid | 30     |
| Jan Oblak            | Atlético Madrid | 30     |
| Toni Kroos           | Real Madrid     | 29     |
| Dani Carvajal        | Real Madrid     | 29     |
| Antoine Griezmann    | Atlético Madrid | 29     |
| Juanfran             | Atlético Madrid | 28     |
| Carlos Santillana    | Real Madrid     | 28     |
| Raul                 | Real Madrid     | 27     |
| Marcelo              | Real Madrid     | 26     |
| Raphaël Varane       | Real Madrid     | 25     |
| Isco                 | Real Madrid     | 24     |
| / Alfredo Di Stefano | Real Madrid     | 24     |
| Fernando Torres      | Atlético Madrid | 21     |
| Saul                 | Atlético Madrid | 21     |
| Gareth Bale          | Real Madrid     | 20     |

N.B. : 20 matchs ou plus
En gras : joueurs actuellement pour un des deux clubs

## Matchs de championnat
| Saison    | Domicile                                                                                    | Extérieur                                                                                   | Domicile                                                                                    | Extérieur                                                                                   |
| --------- | ------------------------------------------------------------------------------------------- | ------------------------------------------------------------------------------------------- | ------------------------------------------------------------------------------------------- | ------------------------------------------------------------------------------------------- |
| 1929      | Real Madrid 2                                                                               | Atlético de Madrid 1                                                                        | Atlético de Madrid 0                                                                        | Real Madrid 3                                                                               |
| 1929-30   | Real Madrid 4                                                                               | Atlético de Madrid 1                                                                        | Atlético de Madrid 2                                                                        | Real Madrid 1                                                                               |
| 1930-31   | Pas de matches du fait de la présence de l'Atlético en Championnat d'Espagne de football D2 | Pas de matches du fait de la présence de l'Atlético en Championnat d'Espagne de football D2 | Pas de matches du fait de la présence de l'Atlético en Championnat d'Espagne de football D2 | Pas de matches du fait de la présence de l'Atlético en Championnat d'Espagne de football D2 |
| 1931-32   | Pas de matches du fait de la présence de l'Atlético en Championnat d'Espagne de football D2 | Pas de matches du fait de la présence de l'Atlético en Championnat d'Espagne de football D2 | Pas de matches du fait de la présence de l'Atlético en Championnat d'Espagne de football D2 | Pas de matches du fait de la présence de l'Atlético en Championnat d'Espagne de football D2 |
| 1932-33   | Pas de matches du fait de la présence de l'Atlético en Championnat d'Espagne de football D2 | Pas de matches du fait de la présence de l'Atlético en Championnat d'Espagne de football D2 | Pas de matches du fait de la présence de l'Atlético en Championnat d'Espagne de football D2 | Pas de matches du fait de la présence de l'Atlético en Championnat d'Espagne de football D2 |
| 1933-34   | Pas de matches du fait de la présence de l'Atlético en Championnat d'Espagne de football D2 | Pas de matches du fait de la présence de l'Atlético en Championnat d'Espagne de football D2 | Pas de matches du fait de la présence de l'Atlético en Championnat d'Espagne de football D2 | Pas de matches du fait de la présence de l'Atlético en Championnat d'Espagne de football D2 |
| 1934-35   | Real Madrid 2                                                                               | Atlético de Madrid 0                                                                        | Atlético de Madrid 2                                                                        | Real Madrid 2                                                                               |
| 1935-36   | Real Madrid 3                                                                               | Atlético de Madrid 1                                                                        | Atlético de Madrid 2                                                                        | Real Madrid 3                                                                               |
| 1936–37   | Pas de matches à cause de la Guerre d'Espagne                                               | Pas de matches à cause de la Guerre d'Espagne                                               | Pas de matches à cause de la Guerre d'Espagne                                               | Pas de matches à cause de la Guerre d'Espagne                                               |
| 1937–38   | Pas de matches à cause de la Guerre d'Espagne                                               | Pas de matches à cause de la Guerre d'Espagne                                               | Pas de matches à cause de la Guerre d'Espagne                                               | Pas de matches à cause de la Guerre d'Espagne                                               |
| 1938–39   | Pas de matches à cause de la Guerre d'Espagne                                               | Pas de matches à cause de la Guerre d'Espagne                                               | Pas de matches à cause de la Guerre d'Espagne                                               | Pas de matches à cause de la Guerre d'Espagne                                               |
| 1939-40   | Real Madrid 2                                                                               | Atlético de Madrid 0                                                                        | Atlético de Madrid 2                                                                        | Real Madrid 1                                                                               |
| 1940-41   | Real Madrid 1                                                                               | Atlético de Madrid 3                                                                        | Atlético de Madrid 4                                                                        | Real Madrid 1                                                                               |
| 1941-42   | Real Madrid 4                                                                               | Atlético de Madrid 1                                                                        | Atlético de Madrid 2                                                                        | Real Madrid 0                                                                               |
| 1942-43   | Real Madrid 1                                                                               | Atlético de Madrid 3                                                                        | Atlético de Madrid 2                                                                        | Real Madrid 1                                                                               |
| 1943-44   | Real Madrid 3                                                                               | Atlético de Madrid 2                                                                        | Atlético de Madrid 3                                                                        | Real Madrid 1                                                                               |
| 1944-45   | Real Madrid 3                                                                               | Atlético de Madrid 1                                                                        | Atlético de Madrid 0                                                                        | Real Madrid 1                                                                               |
| 1945-46   | Real Madrid 2                                                                               | Atlético de Madrid 1                                                                        | Atlético de Madrid 3                                                                        | Real Madrid 1                                                                               |
| 1946-47   | Real Madrid 1                                                                               | Atlético de Madrid 2                                                                        | Atlético de Madrid 2                                                                        | Real Madrid 3                                                                               |
| 1947-48   | Real Madrid 1                                                                               | Atlético de Madrid 1                                                                        | Atlético de Madrid 5                                                                        | Real Madrid 0                                                                               |
| 1948-49   | Real Madrid 1                                                                               | Atlético de Madrid 2                                                                        | Atlético de Madrid 0                                                                        | Real Madrid 2                                                                               |
| 1949-50   | Real Madrid 4                                                                               | Atlético de Madrid 2                                                                        | Atlético de Madrid 5                                                                        | Real Madrid 1                                                                               |
| 1950-51   | Real Madrid 3                                                                               | Atlético de Madrid 6                                                                        | Atlético de Madrid 4                                                                        | Real Madrid 0                                                                               |
| 1951-52   | Real Madrid 2                                                                               | Atlético de Madrid 1                                                                        | Atlético de Madrid 3                                                                        | Real Madrid 2                                                                               |
| 1952-53   | Real Madrid 2                                                                               | Atlético de Madrid 0                                                                        | Atlético de Madrid 1                                                                        | Real Madrid 2                                                                               |
| 1953-54   | Real Madrid 2                                                                               | Atlético de Madrid 1                                                                        | Atlético de Madrid 3                                                                        | Real Madrid 4                                                                               |
| 1954-55   | Real Madrid 1                                                                               | Atlético de Madrid 0                                                                        | Atlético de Madrid 2                                                                        | Real Madrid 4                                                                               |
| 1955-56   | Real Madrid 3                                                                               | Atlético de Madrid 2                                                                        | Atlético de Madrid 1                                                                        | Real Madrid 0                                                                               |
| 1956-57   | Real Madrid 0                                                                               | Atlético de Madrid 2                                                                        | Atlético de Madrid 2                                                                        | Real Madrid 4                                                                               |
| 1957-58   | Real Madrid 0                                                                               | Atlético de Madrid 0                                                                        | Atlético de Madrid 1                                                                        | Real Madrid 1                                                                               |
| 1958-59   | Real Madrid 5                                                                               | Atlético de Madrid 0                                                                        | Atlético de Madrid 2                                                                        | Real Madrid 1                                                                               |
| 1959-60   | Real Madrid 3                                                                               | Atlético de Madrid 2                                                                        | Atlético de Madrid 3                                                                        | Real Madrid 3                                                                               |
| 1960-61   | Real Madrid 3                                                                               | Atlético de Madrid 1                                                                        | Atlético de Madrid 1                                                                        | Real Madrid 0                                                                               |
| 1961-62   | Real Madrid 2                                                                               | Atlético de Madrid 1                                                                        | Atlético de Madrid 1                                                                        | Real Madrid 0                                                                               |
| 1962-63   | Real Madrid 4                                                                               | Atlético de Madrid 3                                                                        | Atlético de Madrid 1                                                                        | Real Madrid 1                                                                               |
| 1963-64   | Real Madrid 5                                                                               | Atlético de Madrid 1                                                                        | Atlético de Madrid 0                                                                        | Real Madrid 1                                                                               |
| 1964-65   | Real Madrid 0                                                                               | Atlético de Madrid 1                                                                        | Atlético de Madrid 0                                                                        | Real Madrid 1                                                                               |
| 1965-66   | Real Madrid 3                                                                               | Atlético de Madrid 1                                                                        | Atlético de Madrid 1                                                                        | Real Madrid 1                                                                               |
| 1966-67   | Real Madrid 2                                                                               | Atlético de Madrid 1                                                                        | Atlético de Madrid 2                                                                        | Real Madrid 2                                                                               |
| 1967-68   | Real Madrid 0                                                                               | Atlético de Madrid 0                                                                        | Atlético de Madrid 1                                                                        | Real Madrid 1                                                                               |
| 1968-69   | Real Madrid 0                                                                               | Atlético de Madrid 0                                                                        | Atlético de Madrid 0                                                                        | Real Madrid 1                                                                               |
| 1969-70   | Real Madrid 1                                                                               | Atlético de Madrid 1                                                                        | Atlético de Madrid 3                                                                        | Real Madrid 0                                                                               |
| 1970-71   | Real Madrid 1                                                                               | Atlético de Madrid 0                                                                        | Atlético de Madrid 2                                                                        | Real Madrid 2                                                                               |
| 1971-72   | Real Madrid 1                                                                               | Atlético de Madrid 0                                                                        | Atlético de Madrid 4                                                                        | Real Madrid 1                                                                               |
| 1972-73   | Real Madrid 0                                                                               | Atlético de Madrid 1                                                                        | Atlético de Madrid 1                                                                        | Real Madrid 2                                                                               |
| 1973-74   | Real Madrid 2                                                                               | Atlético de Madrid 0                                                                        | Atlético de Madrid 0                                                                        | Real Madrid 2                                                                               |
| 1974-75   | Real Madrid 1                                                                               | Atlético de Madrid 0                                                                        | Atlético de Madrid 1                                                                        | Real Madrid 1                                                                               |
| 1975-76   | Real Madrid 1                                                                               | Atlético de Madrid 0                                                                        | Atlético de Madrid 1                                                                        | Real Madrid 0                                                                               |
| 1976-77   | Real Madrid 1                                                                               | Atlético de Madrid 1                                                                        | Atlético de Madrid 4                                                                        | Real Madrid 0                                                                               |
| 1977-78   | Real Madrid 4                                                                               | Atlético de Madrid 2                                                                        | Atlético de Madrid 1                                                                        | Real Madrid 3                                                                               |
| 1978-79   | Real Madrid 1                                                                               | Atlético de Madrid 1                                                                        | Atlético de Madrid 2                                                                        | Real Madrid 2                                                                               |
| 1979-80   | Real Madrid 4                                                                               | Atlético de Madrid 0                                                                        | Atlético de Madrid 1                                                                        | Real Madrid 1                                                                               |
| 1980-81   | Real Madrid 2                                                                               | Atlético de Madrid 0                                                                        | Atlético de Madrid 3                                                                        | Real Madrid 1                                                                               |
| 1981-82   | Real Madrid 2                                                                               | Atlético de Madrid 1                                                                        | Atlético de Madrid 2                                                                        | Real Madrid 3                                                                               |
| 1982-83   | Real Madrid 3                                                                               | Atlético de Madrid 1                                                                        | Atlético de Madrid 0                                                                        | Real Madrid 0                                                                               |
| 1983-84   | Real Madrid 5                                                                               | Atlético de Madrid 0                                                                        | Atlético de Madrid 1                                                                        | Real Madrid 0                                                                               |
| 1984-85   | Real Madrid 0                                                                               | Atlético de Madrid 4                                                                        | Atlético de Madrid 0                                                                        | Real Madrid 1                                                                               |
| 1985-86   | Real Madrid 2                                                                               | Atlético de Madrid 1                                                                        | Atlético de Madrid 0                                                                        | Real Madrid 1                                                                               |
| 1986-87   | Real Madrid 4                                                                               | Atlético de Madrid 1                                                                        | Atlético de Madrid 1                                                                        | Real Madrid 1                                                                               |
| 1987-88   | Real Madrid 0                                                                               | Atlético de Madrid 4                                                                        | Atlético de Madrid 1                                                                        | Real Madrid 3                                                                               |
| 1988-89   | Real Madrid 2                                                                               | Atlético de Madrid 1                                                                        | Atlético de Madrid 3                                                                        | Real Madrid 3                                                                               |
| 1989-90   | Real Madrid 3                                                                               | Atlético de Madrid 1                                                                        | Atlético de Madrid 3                                                                        | Real Madrid 3                                                                               |
| 1990-91   | Real Madrid 0                                                                               | Atlético de Madrid 3                                                                        | Atlético de Madrid 0                                                                        | Real Madrid 3                                                                               |
| 1991-92   | Real Madrid 3                                                                               | Atlético de Madrid 2                                                                        | Atlético de Madrid 2                                                                        | Real Madrid 0                                                                               |
| 1992-93   | Real Madrid 1                                                                               | Atlético de Madrid 0                                                                        | Atlético de Madrid 1                                                                        | Real Madrid 1                                                                               |
| 1993-94   | Real Madrid 1                                                                               | Atlético de Madrid 0                                                                        | Atlético de Madrid 0                                                                        | Real Madrid 0                                                                               |
| 1994-95   | Real Madrid 4                                                                               | Atlético de Madrid 2                                                                        | Atlético de Madrid 0                                                                        | Real Madrid 2                                                                               |
| 1995-96   | Real Madrid 1                                                                               | Atlético de Madrid 0                                                                        | Atlético de Madrid 1                                                                        | Real Madrid 2                                                                               |
| 1996-97   | Real Madrid 3                                                                               | Atlético de Madrid 1                                                                        | Atlético de Madrid 1                                                                        | Real Madrid 4                                                                               |
| 1997-98   | Real Madrid 1                                                                               | Atlético de Madrid 1                                                                        | Atlético de Madrid 1                                                                        | Real Madrid 1                                                                               |
| 1998-99   | Real Madrid 4                                                                               | Atlético de Madrid 2                                                                        | Atlético de Madrid 3                                                                        | Real Madrid 1                                                                               |
| 1999-00   | Real Madrid 1                                                                               | Atlético de Madrid 3                                                                        | Atlético de Madrid 1                                                                        | Real Madrid 1                                                                               |
| 2000–2001 | Pas de matches du fait de la présence de l'Atlético en Championnat d'Espagne de football D2 | Pas de matches du fait de la présence de l'Atlético en Championnat d'Espagne de football D2 | Pas de matches du fait de la présence de l'Atlético en Championnat d'Espagne de football D2 | Pas de matches du fait de la présence de l'Atlético en Championnat d'Espagne de football D2 |
| 2001–2002 | Pas de matches du fait de la présence de l'Atlético en Championnat d'Espagne de football D2 | Pas de matches du fait de la présence de l'Atlético en Championnat d'Espagne de football D2 | Pas de matches du fait de la présence de l'Atlético en Championnat d'Espagne de football D2 | Pas de matches du fait de la présence de l'Atlético en Championnat d'Espagne de football D2 |
| 2002-03   | Real Madrid 2                                                                               | Atlético de Madrid 2                                                                        | Atlético de Madrid 0                                                                        | Real Madrid 4                                                                               |
| 2003-04   | Real Madrid 2                                                                               | Atlético de Madrid 0                                                                        | Atlético de Madrid 1                                                                        | Real Madrid 2                                                                               |
| 2004-05   | Real Madrid 0                                                                               | Atlético de Madrid 0                                                                        | Atlético de Madrid 0                                                                        | Real Madrid 3                                                                               |
| 2005-06   | Real Madrid 2                                                                               | Atlético de Madrid 1                                                                        | Atlético de Madrid 0                                                                        | Real Madrid 3                                                                               |
| 2006-07   | Real Madrid 1                                                                               | Atlético de Madrid 1                                                                        | Atlético de Madrid 1                                                                        | Real Madrid 1                                                                               |
| 2007-08   | Real Madrid 2                                                                               | Atlético de Madrid 1                                                                        | Atlético de Madrid 0                                                                        | Real Madrid 2                                                                               |
| 2008-09   | Real Madrid 1                                                                               | Atlético de Madrid 1                                                                        | Atlético de Madrid 1                                                                        | Real Madrid 2                                                                               |
| 2009-10   | Real Madrid 3                                                                               | Atlético de Madrid 2                                                                        | Atlético de Madrid 2                                                                        | Real Madrid 3                                                                               |
| 2010-11   | Real Madrid 2                                                                               | Atlético de Madrid 0                                                                        | Atlético de Madrid 1                                                                        | Real Madrid 2                                                                               |
| 2011-12   | Real Madrid 4                                                                               | Atlético de Madrid 1                                                                        | Atlético de Madrid 1                                                                        | Real Madrid 4                                                                               |
| 2012-13   | Real Madrid 2                                                                               | Atlético de Madrid 0                                                                        | Atlético de Madrid 1                                                                        | Real Madrid 2                                                                               |
| 2013-14   | Real Madrid 0                                                                               | Atlético de Madrid 1                                                                        | Atlético de Madrid 2                                                                        | Real Madrid 2                                                                               |
| 2014-15   | Real Madrid 1                                                                               | Atlético de Madrid 2                                                                        | Atlético de Madrid 4                                                                        | Real Madrid 0                                                                               |
| 2015-16   | Real Madrid 0                                                                               | Atlético de Madrid 1                                                                        | Atlético de Madrid 1                                                                        | Real Madrid 1                                                                               |
| 2016-17   | Real Madrid 1                                                                               | Atlético de Madrid 1                                                                        | Atlético de Madrid 0                                                                        | Real Madrid 3                                                                               |
| 2017-18   | Real Madrid 1                                                                               | Atlético de Madrid 1                                                                        | Atlético de Madrid 0                                                                        | Real Madrid 0                                                                               |
| 2018-19   | Real Madrid 0                                                                               | Atlético de Madrid 0                                                                        | Atlético de Madrid 1                                                                        | Real Madrid 3                                                                               |
| 2019-20   | Real Madrid 1                                                                               | Atlético de Madrid 0                                                                        | Atlético de Madrid 0                                                                        | Real Madrid 0                                                                               |
| 2020-21   | Real Madrid 2                                                                               | Atlético de Madrid 0                                                                        | Atlético de Madrid 1                                                                        | Real Madrid 1                                                                               |
| 2021-22   | Real Madrid 2                                                                               | Atlético de Madrid 0                                                                        | Atlético de Madrid 1                                                                        | Real Madrid 0                                                                               |
| 2022-23   | Real Madrid 1                                                                               | Atlético de Madrid 1                                                                        | Atlético de Madrid 1                                                                        | Real Madrid 2                                                                               |
| 2023-24   | Real Madrid 1                                                                               | Atlético de Madrid 1                                                                        | Atlético de Madrid 3                                                                        | Real Madrid 1                                                                               |

### Joueurs qui ont joué dans les deux clubs
- Alvaro Morata
- Juanito
- Paco Llorente
- José Antonio Reyes
- Juanfran
- Marcos Llorente
- Hugo Sanchez
- Bernd Schuster
- Thibaut Courtois
- Santiago Solari
- Théo Hernandez
- Antonio Adán (via Cagliari, ensuite Real Betis)
- Mario Hermoso

### Résumé des confrontations en championnats
| Victoires du Real       | 91  |
| Matches nuls            | 43  |
| Victoires de l'Atlético | 41  |
| Buts du Real            | 298 |
| Buts de l'Atlético      | 218 |
| Total matches           | 175 |

## Derby féminin

### Histoire
Alors que l'Atlético a une section féminine qui évolue en première division depuis 2006, le Real ne crée sa section féminine qu'en 2020, mais dès le départ évolue également dans l'élite puisqu'il reprend l'activité du CD Tacón. Les deux équipes peuvent donc disputer le derby madrilène en championnat.
Pour former son équipe, le Real n'hésite pas à recruter chez les Colchoneras, quitte à déclencher la polémique. La Mexicaine Kenti Robles, passée également par le FC Barcelone et l'Espanyol Barcelone, quitte ainsi l'Atlético pour le Real. Elle y rejoint son ancienne coéquipière rojiblanca Aurélie Kaci, qui avait rejoint le CD Tacón la saison précédente en prévision de son rachat par le Real.
Le premier derby se joue le 19 décembre 2020. Le Real reçoit l'Atlético à Valdebebas avec quatre points d'avance, et les deux équipes se disputent une place sur le podium, qualificative pour la Ligue des champions. Merel van Dongen ouvre le score dès la 5e minute pour l'Atlético, et le score reste inchangé malgré deux mains dans la surface réclamées par les Merengues. L'Atlético remporte le premier derby féminin de l'histoire. Le Real prend sa revanche au match retour, et termine deuxième du championnat.
En 2023, les deux équipes se retrouvent en finale de coupe de la Reine. Le Real mène 2-0 jusqu'à la 85e minute, quand Lucía Moral réduit le score pour l'Atlético. À la fin du temps aditionnel, Estefanía Banini égalise et envoie les Colchoneras en prolongation. Aucune équipe ne parvient à marquer et doivent se départager aux tirs au but. Les Merengues manquent trois tirs et s'inclinent, offrant le titre à l'Atlético.

## Historique des confrontations
| Liste des rencontres officielles entre l'Atlético Madrid et le Real Madrid | Liste des rencontres officielles entre l'Atlético Madrid et le Real Madrid | Liste des rencontres officielles entre l'Atlético Madrid et le Real Madrid | Liste des rencontres officielles entre l'Atlético Madrid et le Real Madrid | Liste des rencontres officielles entre l'Atlético Madrid et le Real Madrid | Liste des rencontres officielles entre l'Atlético Madrid et le Real Madrid | Liste des rencontres officielles entre l'Atlético Madrid et le Real Madrid | Liste des rencontres officielles entre l'Atlético Madrid et le Real Madrid |
|                                                                            | Date                                                                       | Lieu                                                                       | Compétition                                                                | Résultat                                                                   | Buteuses/Atlético                                                          | Buteuses/Madrid                                                            | Affluence                                                                  |
| -------------------------------------------------------------------------- | -------------------------------------------------------------------------- | -------------------------------------------------------------------------- | -------------------------------------------------------------------------- | -------------------------------------------------------------------------- | -------------------------------------------------------------------------- | -------------------------------------------------------------------------- | -------------------------------------------------------------------------- |
| 1.                                                                         | 19/12/2020                                                                 | Stade Alfredo-Di-Stéfano, Madrid                                           | Primera Iberdrola                                                          | RM 0 - 1 ATL                                                               | Merel van Dongen 5e                                                        | –                                                                          |                                                                            |
| 2.                                                                         | 14/03/2021                                                                 | Centro Deportivo Alcalá de Henares, Alcalá de Henares                      | Primera Iberdrola                                                          | ATL 0 - 1 RM                                                               | –                                                                          | Sofia Jakobsson 67e                                                        |                                                                            |
| 3.                                                                         | 12/09/2021                                                                 | Stade Alfredo-Di-Stéfano, Madrid                                           | Primera Iberdrola                                                          | RM 0 - 2 ATL                                                               | Deyna Castellanos 4e Estefanía Banini 69e                                  | –                                                                          |                                                                            |
| 4.                                                                         | 09/03/2022                                                                 | Centro Deportivo Alcalá de Henares, Alcalá de Henares                      | Primera Iberdrola                                                          | ATL 0 - 2 RM                                                               | –                                                                          | Caroline Møller 30e Esther González 54e                                    |                                                                            |
| 5.                                                                         | 11/12/2022                                                                 | Stade Alfredo-Di-Stéfano, Madrid                                           | Liga F                                                                     | RM 1 - 0 ATL                                                               | –                                                                          | Kathellen Sousa 83e                                                        |                                                                            |
| 6.                                                                         | 12/03/2023                                                                 | Centro Deportivo Alcalá de Henares, Alcalá de Henares                      | Liga F                                                                     | ATL 0 - 0 RM                                                               | –                                                                          | –                                                                          |                                                                            |
| 7.                                                                         | 27/05/2023                                                                 | Stade municipal de Butarque, Leganés                                       | Copa de la Reina - Finale                                                  | RM 2 - 2 ATL (1-3)t. a. b.                                                 | Lucía Moral 88e · Estefanía Banini 90+5e                                   | Sandie Toletti 31e · Ivana Andrés 56e                                      |                                                                            |

### Bilan statistique
| Compétition          | Matches | Victoires/Atlético | Nuls | Victoires/Real | Buts/Atlético | Buts/Real |
| -------------------- | ------- | ------------------ | ---- | -------------- | ------------- | --------- |
| Liga F               | 6       | 1                  | 2    | 3              | 3             | 4         |
| Coupe de la Reine    | 1       | 1                  | 0    | 0              | 2             | 2         |
| Supercoupe d'Espagne | 0       | 0                  | 0    | 0              | 0             | 0         |
| Total                | 7       | 3                  | 1    | 3              | 5             | 6         |

Mise à jour le 27/05/2023.

### Joueuses passées par les deux clubs
🇪🇸 Alvaro Morata 
- Marta Cardona
- Marta Corredera
- Aurélie Kaci
- Kenti Robles
- Misa Rodríguez

### Troisième équipe madrilène
Real et Atlético doivent également affronter un troisième club féminin d'envergure à Madrid, le Madrid CFF, qui évolue en première division depuis 2017.